# Naz (Montilliez)
Naz (toponimo francese) è una frazione di 137 abitanti del comune svizzero di Montilliez, nel Canton Vaud (distretto del Gros-de-Vaud).

## Storia

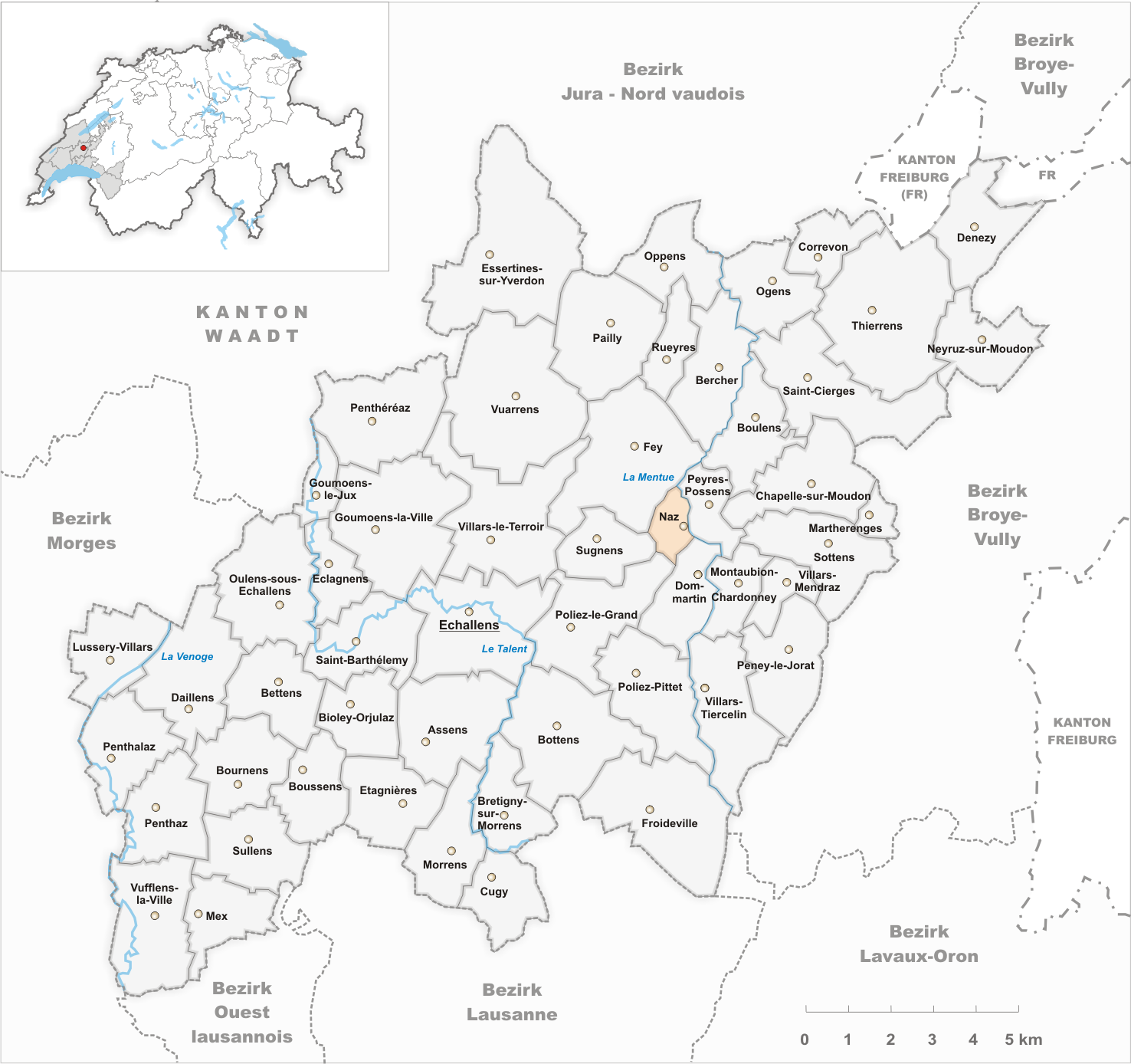
Il territorio del comune di Naz prima degli accorpamenti comunali del 2011

Già comune autonomo che si estendeva per 1,16 km², nel 2011 è stato accorpato agli altri comuni soppressi di Dommartin, Poliez-le-Grand e Sugnens per formare il nuovo comune di Montilliez.

## Società

### Evoluzione demografica
L'evoluzione demografica è riportata nella seguente tabella:
Abitanti censiti

## Amministrazione
Ogni famiglia originaria del luogo fa parte del cosiddetto comune patriziale e ha la responsabilità della manutenzione di ogni bene ricadente all'interno dei confini della frazione.